# Gymnázium Třeboň
Gymnázium Třeboň je všeobecné gymnázium, které nabízí osmileté a čtyřleté studium. Gymnázium stojí v třeboňské ulici Na Sadech s popisným číslem 308.

## Historie
V únoru 1868 požádal městský výbor v Českých Budějovicích, aby dosavadní české paralelní třídy při německém gymnáziu byly osamostatněny a vzniklo tak české gymnázium. Vláda však rozhodla, že místo toho bude zřízeno české gymnázium v Třeboni, pokud k tomu město vytvoří podmínky. Nižší reálné gymnázium bylo od školního roku 1868–1869 v Třeboni zřízeno a prvním ředitelem se stal PhDr. Antonín Tille (1835–1896), dřívější profesor táborského reálného gymnázia. Vyučoval zde dějepis a zeměpis a na gymnáziu setrval do roku říjnu 1869, kdy se stal c. k. okresním školním inspektorem pro české školy třeboňského okresu.
Původní forma gymnázia byla čtyřleté reálné bez maturity. V dubnu 1903 povolilo ministerstvo školství změnit formu gymnázia na vyšší klasické gymnázium. Dnem 16. září 1903 byla poprvé otevřena jeho pátá třída a následně byla pátá třída každoročně otevírána až do doplnění na úplné vyšší gymnázium.
Druhého února 1905 byla zahájena stavba nové budovy na pozemku bývalé chmelnice, který byl odkoupen od rodu Schwarzenbergů. Slavnostní otevření přeběhlo 28. září 1906.
V dalších letech fungovalo gymnázium nepřetržitě, a to i během druhé světové války. V padesátých letech 20. století bylo vládním nařízením 32/1953 Sb. přeměněno na jedenáctiletou, později na střední všeobecně vzdělávací školu. K názvu gymnázium se vrátilo podle zákona č. 168/1968 Sb. ve školním roce 1968/1969.
V roce 2018 proběhly z iniciativy ředitelky Anny Kohoutové oslavy 150. výročí, se kterými současně probíhala přestavba půdního komplexu na nové jazykové a chemické učebny.

## Charakteristika studia
Gymnázium v Třeboni připravuje žáky všeobecným způsobem a dává jim ideální podmínky k dalšímu studiu, např. na vysokých školách. Škola se snaží, aby absolvent zvládl přijímací zkoušky bez problému. V průběhu studií mají žáci šanci vybrat si z volitelných předmětů (např. jazyky estetické předměty). Absolvent by měl rozumět metodám přírodovědného výzkumu, které pomáhají objasnit zákonitosti, jimiž se řídí přírodní procesy.
Po zakončení studia by měl být žák svými znalostmi na takové úrovni, že je schopen započnout studium na jakékoli odborné vysoké škole. Předpoklady pro každodenní úkony v životě dospělého člověka bere škola jako samozřejmost (např. finanční a čtenářská gramotnost).

## Budova
Stavbu současné budovy gymnázia byla zadána firmě karlínského stavebního podnikatele Václava Nekvasila, ukončena byla v roce 1906.
Za dobu existence gymnázia došlo k různým změnám. V suterénu se nachází šatny, zázemí pro tělocvičnu a nová posilovna. V přízemí je umístěn areál biologie, areál estetické výchovy, učebnu hudební výchovy, studentský klub a zázemí školní psycholožky. V prvním patře jsou kmenové třídy I. – III., areál fyziky, knihovna a vedení školy. V druhém patře se nachází areál výpočetní techniky, aula, areál humanitních předmětů a učebna matematiky, na půdě jazykové učebny a zázemí chemie. Škola má celkem 23 tříd, 12 kmenových tříd, saunu a tělocvičnu s horolezeckou stěnou.

## Absolventi
Mezi významné absolventy gymnázia patří např.:
- loutkář Ivan Anthon (1928–2012), spoluautor loutek Jů a Hele, který maturoval v roce 1947[9]
- spisovatel a překladatel Radovan Krátký (maturoval 1941)
- spisovatelka Anna Sedlmayerová (1912–1995), maturita 1930[10] (Její úspěšnou knihou je například Dům na zeleném svahu.)
- československý předseda vlády v letech 1970–1980 JUDr. Lubomír Štrougal
- František Vančura (1936–2018), abstraktní malíř,[11] jehož díla se vyznačují velikou pestrostí barev. Maturoval v roce 1954 a tři ze svých obrazů daroval gymnáziu.
- historik a prezident České akademie věd a umění prof. PhDr. Josef Šusta
- český pediatr prof. MUDr. Miloš Velemínský, CSc., dr.h.c. (1936–2024),[12] který zde maturoval ve roce 1954